# Fluoro-liddicoatite
La fluoro-liddicoatite est une espèce minérale rare du groupe minéral de la tourmaline et du sous-groupe de l'elbaïte ; le membre pur n'en a pas encore été trouvé dans la nature. La fluoro-liddicoatite est impossible à distinguer de l'elbaïte par les techniques de diffraction des rayons X. Elle forme une série avec l'elbaïte et probablement aussi avec l'olénite. La fluoro-liddicoatite est approuvée par l'IMA. Aurisicchio et al. (1999) et Breaks et al. (2008) ont trouvé des variantes à dominance OH,.
Les formules sont :
- fluoro-liddicoatite Ca(Li2Al)Al6(BO3)3Si6O18(OH)3F
- Elbaïte Na(Al1,5Li1,5)Al6(BO3) 3Si6O18(OH)4
- Olénite NaAl9B3Si6O27O3(OH)

La fluoro-liddicoatite a été nommée en 1977 en l'honneur de Richard T. Liddicoat (1918-2002), gemmologue et président du Gemological Institute of America, connu pour avoir introduit le système de certification des diamants GIA en 1953.

## Propriétés
Les cristaux sont prismatiques et robustes, avec un contour trigonal convexe incurvé. La couleur est généralement brun fumé, mais ils en existent aussi des roses, rouges, verts, bleus ou rarement des blancs. La zone de couleur est abondante à sa localité type. Cela est dû à des changements dans la solution pendant la croissance cristalline. La couleur rose-rouge est due à la teneur en manganèse Mn3+, et la couleur verte est due au transfert de charge entre le fer Fe2+ et le titane Ti4+.
Le trait est blanc à brun très clair, plus clair que la couleur de la masse, l'éclat est vitreux et les cristaux sont transparents à translucides.
Le clivage est rarement perpendiculaire à l’axe du cristal c, d'ailleurs, il peut être totalement absent. Le minéral est cassant, avec une fracture inégale à conchoïdale. Il est très dur, avec de la dureté 71⁄2+, un peu plus dur que le zircon, ce qui le rend apte à être utilisé comme pierre précieuse. La densité est de 3,02 g/cm3, un peu plus légère que celle de la fluorine. Il n’est ni fluorescent ni radioactif.

## Formation et occurrence

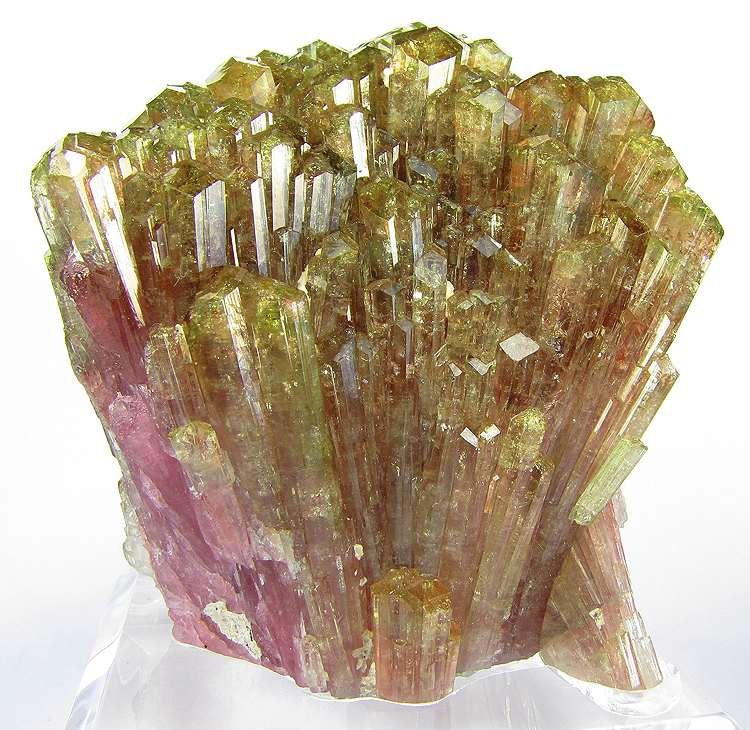
Cristaux de fluoro-liddicoatite, provenant de la mine Minh Tien, Luc Yen, Vietnam. Dimensions : 8,5 x 7,6 x 4,7 cm.

La fluor-liddicoatite est détritique dans le sol à la localité type, probablement dérivée de l’altération des pegmatites granitiques. Les minéraux associés sont le quartz, l’elbaïte, l’albite et le mica.
La localité type est Anjanabonoina près de la ville d'Antsirabe à Madagascar. Le matériel typographique est conservé au Musée national d'histoire naturelle, le Smithsonian Institution à Washington, DC aux États-Unis, catalogue n° 135815 ; d'autres matériels typographiques sont conservés au Musée d'histoire naturelle de Londres, au Musée royal de l'Ontario, au Canada ou encore à la Commission géologique du Canada.
- De la fluoro-liddicoatite prismatique, d'un rouge profond et brillant, très lustrée, a été trouvée sous forme de grandes gerbes de cristaux presque parallèles et légèrement divergents, dans la pegmatite de Minh Tien, dans le district de Luc Yen, au Vietnam[10].
- À Ambalabe, Manapa, près de Betafo, Madagascar, des cristaux de fluor-liddicoatite très brillants, striés, prismatiques courts, à terminaisons trigonales, ont été trouvés, en vrac ou sur une matrice de pegmatite ; ils sont d'un brun verdâtre très foncé à noir, mais ont de riches reflets internes rouges, et reposant sur quelques-unes de leurs surfaces sont des cristaux dodécaédriques pointus, brillants, blancs comme neige de londonite[11].
- À Tsarafara, dans la vallée de Sahatany, région de Vakinankaratra, à Madagascar, des cristaux de fluoro-liddicoatite striés, brillants, gemmes et à zones de couleur ont été découverts. La plupart d'entre eux ont des pointes rouges et des zones médianes vertes, certains avec jusqu'à cinq bandes de couleurs distinctes. Certains cristaux reposent sur du quartz grisâtre[11].